# Iver (anatomija)
Iver (lat. patella) je kost noge klinasta oblika, uzglobljena s bedrenom kosti, a prekriva i štiti koljeni zglob. Iver je najveća sezamska kost u ljudskom tijelu i nalazi se u tetivi četveroglavog bedrenog mišića.
Glavna funkcija ivera je povećanje ekstenzije potkoljenice u koljenom zglobu gdje kost djeluje kao poluga koja povećava kut pod kojim tetiva može djelovati. 